# 珠江电影频道

珠江电影频道第一任台标

珠江电影频道是经中国广电总局批准，由珠江电影集团、南方传媒集团和广东广播电视台共同创办、广东珠江电影文化发展有限公司经营的地方性电影专业频道，2008年12月30日开播，2020年8月15日停播。

## 节目内容
珠江电影频道是珠江电影集团旗下专属的电视频道，主要以“振兴岭南电影事业，加速广东电影产业发展”为其宗旨，每天节目时间达20小时，以播放电影、电视剧为主，同时也会兼顾娱乐栏目、影视综艺晚会、影视资讯及相关电影纪录片、电视专题片等节目的播出。而珠江电影频道总监谭天玄在接受新快报记者采访时表示，珠江电影频道将会更侧重岭南特色，播出一些广东观众喜闻乐见的好电影。

## 覆盖范围
目前珠江电影频道主要通过广东有线电视网转播，不上星播出，而根据频道的官方资料显示，截止2009年6月1日，该频道除了云浮市以外已在广东省其他地级市（广州仅市区，深圳仅部分地区）实现珠江电影频道在当地有线电视网中落地播出。
广西广电网络也有传输该频道，早期频道名称直接显示珠江电影，后改为粤语节目二。部分广西地区直接在直播频道外面即可看到该频道，不用去[岭南风采]专区。

## 收视率
据珠江电影频道自己公布的收视报告看，广州地区的收视率最高可达到1.2368，广东省内的收视率最高达到0.3593。

## 历史
珠江电影频道于2012年12月启用新的台标；后因广电总局要求，珠江电影频道于2016年4月换为广东电视台三原色“广”字标+珠江电影。

广电总局办公厅于2019年7月通告：总局检查后发现珠江电影频道于当年5月15日至6月30日播出非法集资广告，且已有前科，责成广东省广播电视局勒令该频道停播30天，而电视上则显示飞利浦PM5544檢驗圖并以滚动字幕表示：
|  | 根据上级主管部门要求，本频道于7月23日22:00——8月22日22:00停播。给观众朋友带来不便，深表歉意！ |

8月22日22点整，珠江电影频道恢复播出，复播后首部电影为珠影制片厂制作的电影《海外赤子》。
由於收视不佳及资源整合等原因，该频道于2020年8月15日0:00停播。在停播前，該台以跑马字幕播出停播提示，直至停播時整個畫面轉為只有時間的PM5544檢驗圖，而台標亦於停播後35秒消失，原节目资源随之转往广东影视频道继续播映。